# إدوارد جي. هيوز
إدوارد جي. هيوز هو سياسي أمريكي، ولد في 26 يوليو 1888، وتوفي في 28 يونيو 1944. نشط حزبياً في الحزب الديمقراطي. وقد انتخب عضو مجلس ولاية إلينوي ‏.